# Contra ReBirth
Contra ReBirth (魂斗羅リバース, Kontora Ribāsu, em japonês) é um jogo eletrônico de ação e aventura do gênero run and gun em 2D, desenvolvido pela M2 e publicado pela Konami para o Nintendo Wii (através da WiiWare). É o décimo segundo jogo da franquia Contra, lançado em 2009.

## Enredo
No ano 2633 d.C., a Neo-Salamander Force, liderada pelo misterioso Chief Salamander, viaja no tempo de volta a 1973, para eliminar a unidade Contra, num período onde as defesas da Terra ainda estão num estágio "primitivo". Lá, eles estabelecem uma base nas ruínas de um templo na Península de Yucatán, na América Central. Bill Rizer e Genbei Yagyu, dois membros da equipe Contra no presente, são enviados de volta no tempo pelo Presidente Galáctico para detê-los. Para auxiliá-los na missão, os dois contam com a ajuda de Brownie (Tsugumin na versão Japonesa), uma androide com a forma de uma pequena menina; e Plissken, um lagarto humanoide alienígena (cujo nome é uma homenagem a Snake Plissken, personagem do filme Fuga de Nova York).

## Jogabilidade
Contra ReBirth mantém o mesmo estilo dos outros jogos da série. O jogo pode ser jogado com o Wii Remote, com o Classic Controller ou mesmo um Controle do GameCube, havendo modos de jogo para um ou dois jogadores simultâneos. Inicialmente, estão disponíveis dois personagens: Bill Rizer, o tradicional herói de Contra, ou Genbei Yagyu de Neo Contra. Brownie e Plissken são disponibilizados como personagens adicionais depois de completar o jogo nos modos Easy e Normal, respectivamente. O duplo sistema de armas de Contra III: The Alien Wars retorna e o autofire está presente por default. Armas de maior poder destrutivo podem ser adquiridas através de power-ups. No modo Easy o jogador mantém a arma atual mesmo depois de perder uma vida, característica não disponível em nenhum dos outros modos. Também não é possível ver o verdadeiro final do jogo nesse modo.

## Trilha Sonora
A trilha sonora do jogo foi composta por Manabu Namiki, que trabalhou em outros títulos da série ReBirth. A trilha consiste em remixes das músicas de outros títulos da série Contra.

## Lançamentos
Contra Rebirth é o décimo segundo jogo da franquia, lançado, inicialmente no Japão 12 de maio de 2009, posteriormente nas regiões que utilizam o sistema de cor "Linha de Fase Alternada" (PAL) em 4 de setembro de 2009, e em 7 de setembro de 2009 na América do Norte.

## Recepção
Na ocasião de seu lançamento, Contra ReBirth recebeu indicação para Jogo do Ano pela revista Nintendo Power, e tem um score de 8.2/10 pela IGN.